# Хорновар-Шигали
 Хорновар-Шигали  (чув. Хурӑнвар Шӑхаль) — село в Дрожжановском районе Татарстана. Административный центр Звездинского сельского поселения.

## География
Находится в юго-западной части Татарстана на расстоянии приблизительно 12 км на северо-восток по прямой от районного центра села Старое Дрожжаное у речки Хорновар.

## История
Основано по местным данным в XVII веке. В письменных источниках фигурирует с 1879 года.

## Население
В селе числилось в 1896 году — 342 человека, в 1911—442, в 1989—252, в 1997—226. Постоянное население составляло 206 человек (чуваши 98 % в 2002 году), 161 в 2010.